# 豐田汽車東京總社大樓

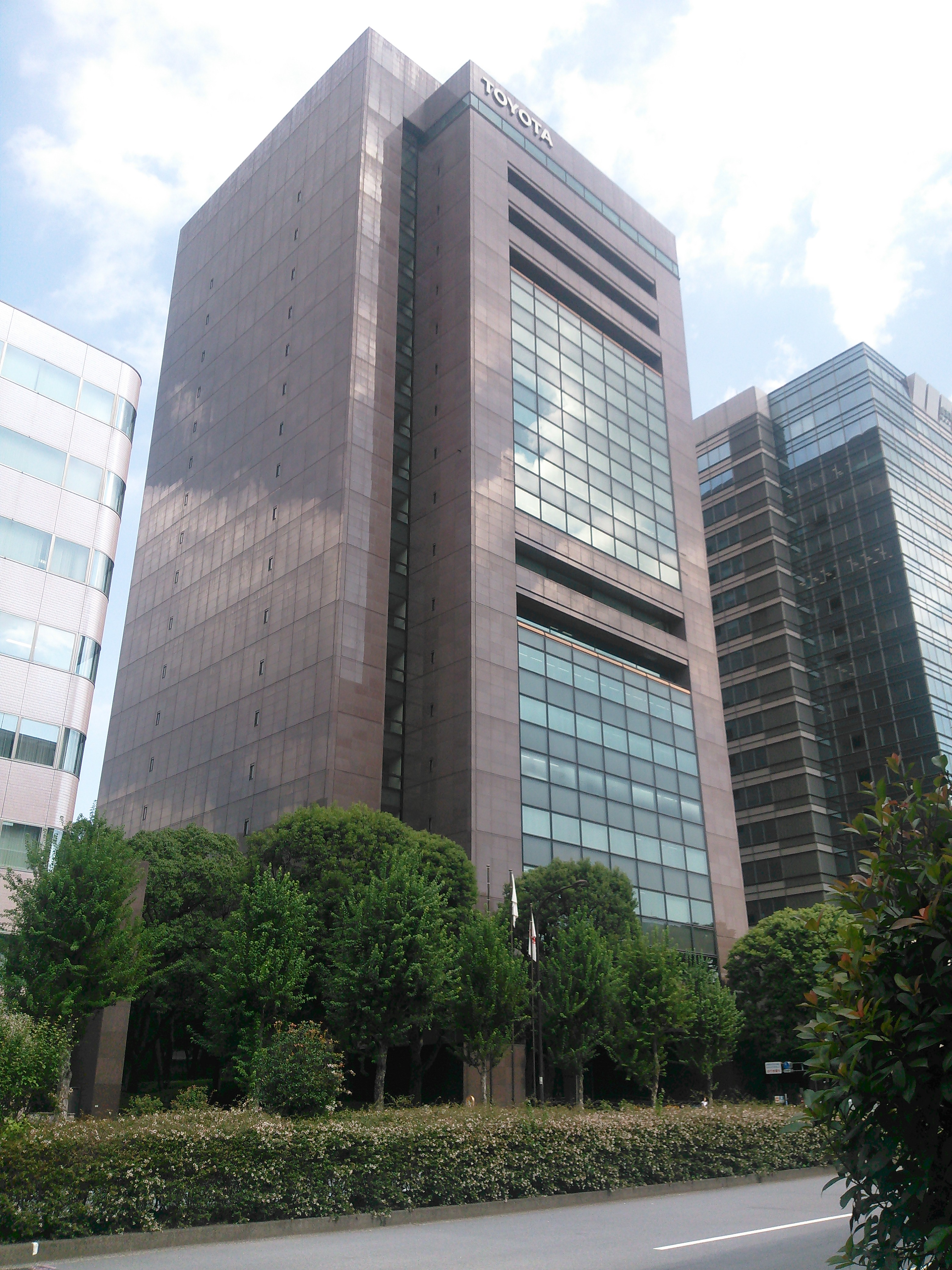
豐田汽車公司總公司大樓

豐田汽車東京總社大樓（日语：トヨタ自動車東京本社ビル）是位於日本東京都文京區後樂的辦公大樓，是丰田汽車在東京的辦公室所在地，1982年1月竣工。该大楼曾在1983年获得BCS賞。2010年，该大楼曾获第9次“文之京都市景观奖景观创造奖”（第9回 文の京 都市景観賞 景観創造賞）。